# Taniwka
Taniwka (ukr. Танівка, dawniej Wowkowe) – wieś na Ukrainie, w obwodzie odeskim, w rejonie berezowskim. 

## Demografia

### Liczba mieszkańców
W 2001 roku liczyła 135 mieszkańców.

### Język
Podział populacji według języka ojczystego według spisu powszechnego z 2001 roku był następujący:
- język ukraiński - 132 użytkowników - 97,78%
- język rosyjski - 3 użytkowników - 2,22%